# جون رانكين
جون رانكين (بالإنجليزية: John Rankin)‏ (27 يونيو 1983 في المملكة المتحدة - ) هو لاعب كرة قدم بريطاني في مركز الوسط. شارك مع منتخب اسكتلندا الثانوي لكرة القدم ‏. أما مع النوادي، فقد لعب مع دندي يونايتد ومانشستر يونايتد ونادي إنفرنيس ونادي روس كاونتي ونادي هيبرنيان.

## وصلات خارجية
- جون رانكين على موقع قاعدة بيانات كرة القدم.إي يو (الإنجليزية)
- جون رانكين على موقع Soccerbase.com (لاعب) (الإنجليزية)
- جون رانكين على موقع Soccerway.com (الإنجليزية)
- جون رانكين على موقع عالم كرة القدم.نت (الإنجليزية)